# نظام سوما الصحي

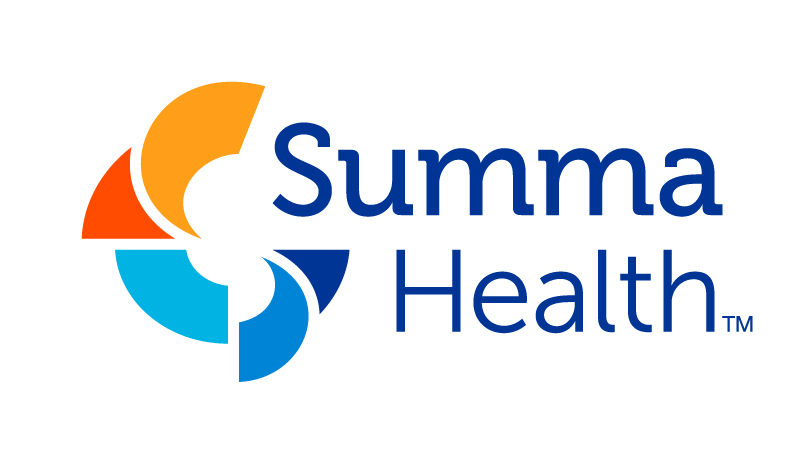

نظام سوما الصحي نظام غير ربحي يهدف إلى تقديم رعاية صحية متكاملة ويقع في شمال شرق أوهايو بالولايات المتحدة، وتُصنّف دائرة أكرون الكبرى (أوهايو) نظام سوما الصحي على أنه أكبر مُوفّر لفرص العمل في مقاطعة سوميت حيث يضم أكثر من 7000موظف. يُوفّر نظام سوما الصحي رعاية شاملة للطوارئ والحالات الحادة والحرجة والخارجية وطويلة الأمد.
ويشمل نظام الرعاية الصحية المتكامل لـ Summa Health شبكة من المستشفيات ومراكز المجتمع الصحية المتعددة وخطة صحية (Summa Care) وممارسة جماعية متعددة الاختصاصات ومنظمة رعاية مسؤولة وأبحاث وتعليم طبي ومؤسسة. يتم تقديم الرعاية الخارجية للمرضى في جميع أنحاء مقاطعة سوميت وستارك ووين وبورتاج والمدينيا في العديد من مراكز المجتمع الصحية. يوفر نظام الرعاية الصحية رعاية المرضى والبحث الطبي والتعليم الطبي المستمر حيث يحتل باستمرار المرتبة الأولى بين مقدمي الرعاية الصحية في المنطقة.

## تاريخ النظام

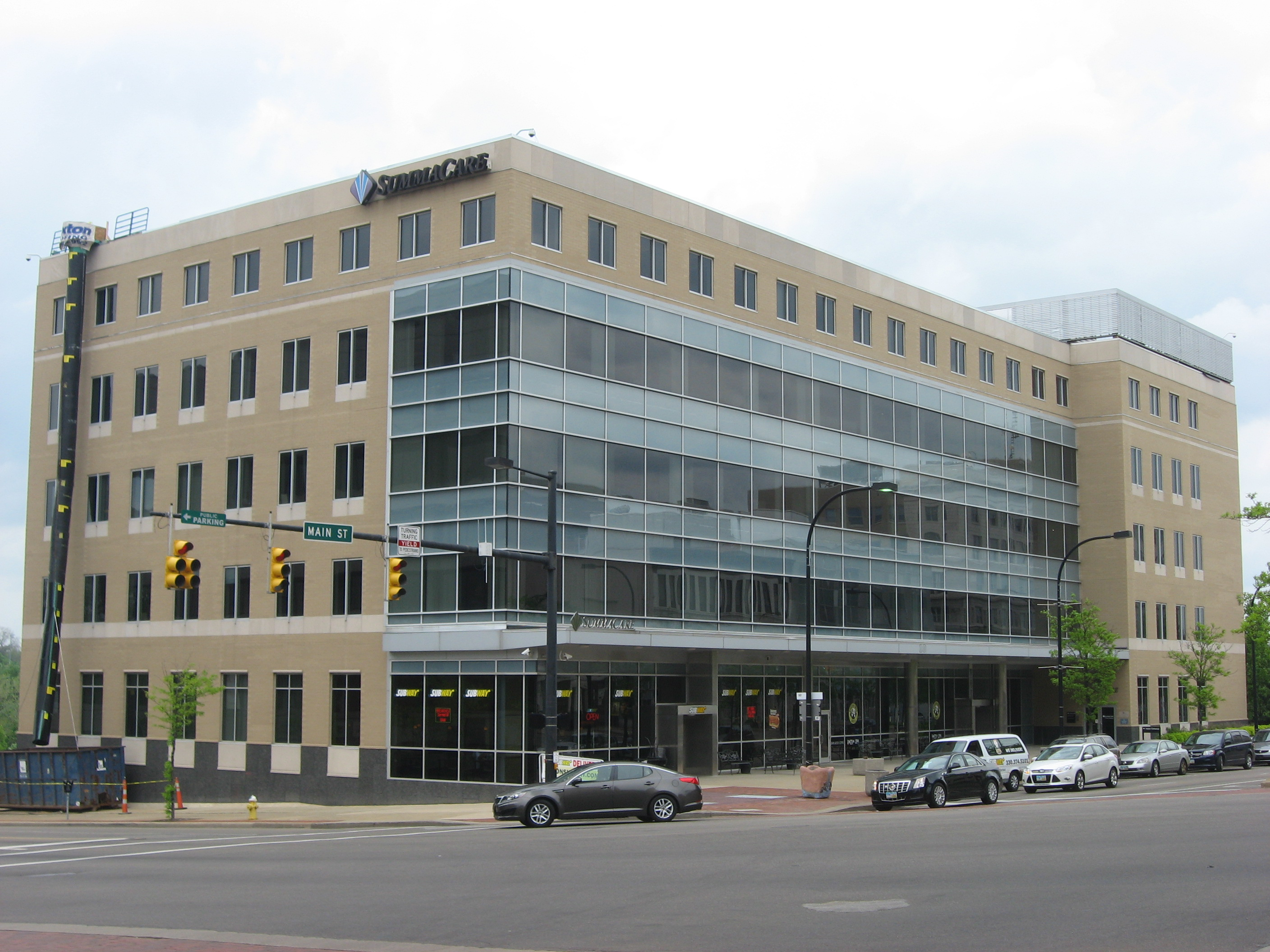
المقر الرئيسي في شارع السوق في وسط مدينة أكرون، في موقع فندق بورتاج السابق

تأسس نظام سوما الصحي في عام 1989 باندماج مستشفى مدينة أكرون ومستشفى سانت توماس. حاليًا، يضم نظام سوما شبكة من المستشفيات ومراكز الرعاية الصحية المجتمعية، بالإضافة إلى خطة صحية، ومنظمة للأطباء والمستشفيات، وهو كيان رائد في مجال الأبحاث والعلم والتعليم، ومؤسسة خيرية. 
يضم النظام أكثر من 1300 سرير مرخص في عياداته الداخلية بحرم Summa Health Akron وSumma Health St. Thomas Campus وSumma Health Rehab Hospital وSumma Health Barberton Campus.
تُقدم الرعاية الخارجية للمرضى في العديد من مراكز الرعاية الصحية المجتمعية، وذلك بفضل الشراكات مع جمعية الشبان المسيحيين ومركز شو للمجتمع اليهودي.

## الخدمات
يتخصص Summa Health System في الرعاية المتقدمة لعلاج البدانةوالصحة السلوكيةوالسرطانوالقلب والأوعية الدمويةوعلوم الأعصابوجراحة العظاموالرعاية الأولية، والصحة العليا، والصحة الرياضيةوالخدمات الجراحيةوجراحة المسالك البولية وصحة المرأة.
يوفر جان بي وميلتون إن كوبر بافيليون في حرم سوما أكرون الجامعي خدمات العيادات الخارجية للسرطان. 
وتضم هذه المنشأة التي تبلغ مساحتها 60 ألف قدم مربع مكاتب الأطباء وموظفي الدعم بالإضافة إلى مركز مؤتمرات والخدمات المتعلقة بالسرطان، ويشمل   ذلك 28منطقة لعلاج التسريب، وثلاث مناطق لعلاج الأورام بالإشعاع، والتصوير التشخيصي، والبحوث السريرية، وخدمات إعادة التأهيل والتعليم والدعم، وإتاحة الوصول إلى علماء النفس والمعالجين الفيزيائيين.
Summa Wellness Institute هو مركز لياقة بدنية يقع على مساحة 65000 قدم مربع (6000 متر مربع) في هدسون (أوهايو). يدمج المعهد بين مرافق اللياقة البدنية والتكنولوجيا الطبية، ويقوم أخصائي التمرينات الرياضية بإنشاء برامج اللياقة الشخصية والأهداف الصحية لكل عضو بعد الانتهاء من التقييم الصحي الشامل.

## المواقع والمرافق
يوفر نظام سوما الصحي أكثر من 1300 سرير مرخصاً كما يلي:
- حرم أكرون الجامعي
- حرم باربيرتون الجامعي
- حرم سانت توماس الجامعي

يتم توفير الرعاية الخارجية للمرضى لمقاطعات أوهايو في كل من سوميت وبورتاج ومقاطعة الميدينا وستارك ووين.